# Sargus meracus
Sargus meracus är en tvåvingeart som beskrevs av Akira Nagatomi 1975. Sargus meracus ingår i släktet Sargus och familjen vapenflugor. Inga underarter finns listade i Catalogue of Life.